# Kamienica Rynek-Ratusz 22 we Wrocławiu
Kamienica Rynek-Ratusz 22 – zabytkowa kamienica na wrocławskim Rynku, w północnej pierzei tretu tzw. stronie rymarzy lub stronie złotników. 
Większość kamienic znajdujących się w północnej pierzei tretu ma rodowód sięgający XV–XVII. Pierwotnie były to parterowe drewniane kramy, a następnie piętrowe murowane pomieszczenia mieszkalne przylegające do dwukondygnacyjnej murowanej ściany północnej Smatruza. Z biegiem kolejnych lat pomieszczenia przekształcono w wielopiętrowe kamienice. Linia zabudowy kramów murowanych na działkach od numeru 17-23 znajdowała się ponad sześć metrów przed smatruzem. Po 1824 roku, kiedy to zlikwidowano Smatruzy, właściciele kamienic z tej strony wykupili od miasta za kwotę 21 000 talarów, jej tereny i przedłużyli swoje budynki na południe. Zachowane z tego okresu zabudowania mają cechy architektury późnoklasycystycznej. 
Działania wojenne podczas II wojny światowej częściowo zniszczyły pierzeję północną. Jej odbudowa została opracowana w 1954 roku przez profesora Edmunda Małachowicza w Pracowni Konserwacji Zabytków przy udziale prof. Stanisława Koziczuka, Jadwigi Hawrylak i Stefana Janusza Müllera. 

## Historia kamienicy
Pierwszy murowany budynek na posesji nr 22 wzniesiono w późnym średniowieczu. Do ściany północnej wschodniej części smatruza dostawiono wówczas jednotraktowy budynek. Tak jak jego sąsiednie kamienice pierwotnie jego linia fasady była wysunięta względem obecne linii frontowej ściany. Przed dzisiejszą kamienicą zachowały się pod placem resztki późnorenesansowej piwnicy o wymiarach 4,85 x 5,45 m wybudowanej pomiędzy gotyckimi murami. Ściany kamienicy wymurowano w porządku niderlandzkim i nakryto sklepieniem kolebkowym. Jeszcze do XVIII wieku piwnica była połączona z piwnicą znajdującą się po zachodniej stronie. 
Fasada kamienicy w podobnej formie jaka widoczna jest obecnie powstała około 1715 roku. Budynek miał wówczas pięć kondygnacji, dwukondygnacyjny szczyt i szerokość trzech osi (5,5 metrów). Szczyt w formie aediculi miał trójkątny tympanon otoczony wolutami.

## Po 1945
W wyniku działań wojennych w 1945 roku kamienica uległa wypaleniu. Budynek odrestaurowano obniżając go o jedną kondygnację, szczyt odtworzono z niewielkimi odstępstwami. Obecnie na parterze kamienicy znajduje się kawiarnia "Cafe de France". 